# 2002 (노래)
'2002'는 잉글랜드의 가수 앤마리의 노래이고, 정규 데뷔 앨범 "Speak Your Mind"의 싱글이다. 영국 싱글 차트 3위, 가온 차트 1위를 한 곡이다. 영국 축음기 협회(BPI) 인증 더블 플래티넘 등급을 받은 곡이다.

## 차트
| 주간 차트                     | 주간 차트 |
| 차트                          | 최고 순위 |
| ----------------------------- | --------- |
| 대한민국 (가온 디지털 차트)   | 2         |
| 대한민국 (가온 스트리밍 차트) | 2         |
| 대한민국 (가온 다운로드 차트) | 2         |
| 대한민국 (가온 BGM 차트)      | 8         |
| 영국 (영국 싱글 차트)         | 3         |
| 월간 차트                     |           |
| 대한민국 (가온 디지털 차트)   | 1         |
| 대한민국 (가온 스트리밍 차트) | 2         |
| 대한민국 (가온 다운로드 차트) | 1         |
| 대한민국 (가온 BGM 차트)      | 7         |

1. ↑  “2019년 25주차 디지털 차트”. 2020년 4월 10일에 확인함.
2. ↑  “2019년 25주차 스트리밍 차트”. 2020년 4월 10일에 확인함.
3. ↑  “2019년 23주차 다운로드 차트”. 2020년 4월 10일에 확인함.
4. ↑  “2019년 24주차 BGM 차트”. 2020년 4월 10일에 확인함.
5. ↑  “Official Singles Chart Top 100 | Official Charts Company” (영어). 2020년 4월 10일에 확인함.
6. ↑  “2019년 6월 가온 디지털 차트”. 2020년 4월 10일에 확인함.
7. ↑  “2019년 6월 가온 스트리밍 차트”.
8. ↑  “2019년 6월 가온 다운로드 차트”.
9. ↑  “2019년 6월 가온 BGM 차트”.